# Ormond (Nouvelle-Zélande)
Ormond est une petite localité située à l’intérieur des terres à partir de la ville de Gisborne, dans le nord-est de l’Île du Nord de la Nouvelle-Zélande.

## Situation
Elle est localisée sur le trajet de la route State Highway 2/S H 2 (en) dans la vallée du fleuve Waipaoa, à mi-chemin entre la cité de Gisborne et le centre-ville de Te Karaka.